# گنبد عضد (گهواره زید)
گنبد عضد (گهواره زید) مربوط به دوره دیلمیان است و در شهرستان شیراز، سمت چپ تنگ الله اکبر واقع شده و این اثر در تاریخ ۵ دی ۱۳۵۲ با شمارهٔ ثبت ۹۶۱ به‌عنوان یکی از آثار ملی ایران به ثبت رسیده است.